# Joseph Fürst (Schriftsteller)
Joseph Fürst (* 16. Januar 1794 in Berlin; † 16. Mai 1859 ebenda) war ein deutscher Kaufmann und Schriftsteller.

## Leben
Fürst war ein Sohn des Berliner Kaufmanns Esaias Joseph Fürst (* 2. Juli 1752 in Berlin, † 6. Oktober 1805 ebenda) und der Rechel Reina, geb. Rintel-Wallach (* 1772, † 2. Mai 1851), die nach dem Tod ihres Mannes am 28. August 1806 den Seiden- und Baumwollhändler Caspar Arnstein (* 14. März 1767, † 27. September 1849) ehelichte.
Joseph Fürst schlug wie sein Vater eine kaufmännische Laufbahn ein, trat 1815 zum Christentum über und erhielt am 9. April 1818 das Bürgerrecht der Stadt Berlin. Zu diesem Zeitpunkt lebte er wohl in der elterlichen Wohnung in der Beletage der Poststraße Nr. 11. In den Berliner Adressbüchern ist „J. Fürst“ erstmals 1833 als „Particulier“ (Privatmann) verzeichnet, wohnhaft An der Schleuse 13, in der Nähe der Jungfernbrücke.
Nach mehreren weiteren Wohnungswechseln zog er 1856 in die Mohrenstraße 48. Sein letzter Umzug erfolgte 1858, nur einige Häuser weiter, zum Ziethenplatz 66.
Wie den Kirchenbüchern der Dreifaltigkeitskirche zu entnehmen ist, starb Joseph Fürst dort am 16. Mai des folgenden Jahres um drei Uhr früh, unverheiratet, im Alter von 65 Jahren und vier Monaten an einer Lungenlähmung.
Einziger Hinterbliebener war sein Stiefbruder, der promovierte Jurist und spätere Gründer einer Universitätsstiftung Adolph Arnstein (* 4. März 1807, † 21. April 1889), der auch die Todesanzeige unterzeichnete.

## Freundschaft mit Felix Mendelssohn Bartholdy, Robert Schumann und Henriette Herz
Joseph Fürst, der seine Briefe und Publikationen mit „J. Fürst“ zeichnete, gehörte zum Freundeskreis von Felix Mendelssohn Bartholdy und war am Libretto zu dessen Oratorium Paulus beteiligt.
Am 25. August 1819 wurde Joseph Fürst in den Verein Gesellschaft der Freunde aufgenommen, dem sein Stiefbruder Arnstein seit 25. April 1831 als „Immerwährendes Mitglied“ angehörte. Vorsitzender des Vereins war seit August 1838 Joseph Lehmann, der Herausgeber des Magazins für die Literatur des Auslandes, der von März bis Dezember 1849 das Feuilleton der Constitutionellen Zeitung betreute.
1842 trat Joseph Fürst mit einer kleinen kunsthistorischen Schrift hervor, die er am 19. Dezember einem Brief an Mendelssohn beilegte. 1848 wurde Fürst Augenzeuge der Berliner Märzrevolution und schrieb unter diesem Eindruck das Gedicht Deutscher Freiheitssang, das er Robert Schumann sandte, der es vertonte.
Größere Bekanntheit erlangte Fürst als erster Biograph der Berliner Salonnière Henriette Herz (1764–1847). Einen redigierten Teil-Vorabdruck brachte Joseph Lehmann ab Oktober 1849 im Feuilleton der Constitutionellen Zeitung.
Das 1850 erschienene Buch Henriette Herz. Ihr Leben und ihre Erinnerungen enthält auch ihre Fragment gebliebenen Jugenderinnerungen. 1896 ergab ein Vergleich mit dem Original, das sich heute im Archiv der Berlin-Brandenburgischen Akademie der Wissenschaften befindet, dass Fürst die Aufzeichnungen erheblich ausschmückte, ohne seine Eingriffe kenntlich zu machen.
Im Frühjahr 1858 veröffentlichte Fürst eine zweite, erweiterte Auflage des Buchs, in der einige Urteile über Zeitgenossen deutlicher ausfallen. Kommentare des Herausgebers, beispielsweise eine relativierende Anmerkung zu Herz’ Bemerkung über Sara von Grotthuis („unter allen ihren Eigenschaften stand die Narrheit obenan“), sind zumindest teilweise als Fußnoten erkennbar. Auch zu Rahel Varnhagen fällt im vorletzten Absatz des Buchs ein schärferes Urteil, das in der ersten Auflage fehlt. Ein Manuskript zu den beiden Versionen der Erinnerungen ist jedoch nicht erhalten.

## Verwechslung mit Julius Fürst
In der Sekundärliteratur zu Felix Mendelssohn Bartholdy und Robert Schumann wurde „J. Fürst“ bislang mit dem Leipziger Orientalisten Julius Fürst (1805–1873) identifiziert. Auch in der Sammlung Varnhagen wurden Briefe beider Personen unter dem Stichwort Julius Fürst abgelegt, doch sind auch solche von Joseph Fürst, dessen Vornamen Karl August Varnhagen nur abgekürzt überliefert hat, in dem Konvolut enthalten, das heute in der Jagiellonenbibliothek in Krakau aufbewahrt wird. Dass diese Zuschreibung falsch ist, ergibt sich nicht nur aus den unterschiedlichen Wohnorten – Berlin bzw. Leipzig –, sondern ließ sich durch einen Handschriftenvergleich richtigstellen.

## Schriften
- Zur Würdigung eines Künstlerausspruchs über drei Gemälde der Berliner Ausstellung. Nebst einem Aufruf zur Emanzipation, Berlin 1842
- Henriette Herz. Ihr Leben und ihre Erinnerungen, hrsg. von J. Fürst, Berlin: Wilhelm Hertz 1850 (Digitalisat); 2. durchgesehene und vermehrte Auflage 1858 (Digitalisat)